# 철인 무적
철인 무적(The Perfect Weapon)은 미국에서 제작된 마크 디설 감독의 1991년 액션 영화이다. 제프 스피크먼 등이 주연으로 출연하였고 피에르 데이비드 등이 제작에 참여하였다. 로스엔젤레스를 배경으로 하는 이 영화는 아메리칸 켄포, 무술 훈련을 받고 한국 깡패와 겨루어 싸우는 한 젊은 남성(스피크맨)의 이야기를 다룬다.
스피크맨은 이 영화 제작 당시 에드 파커로부터 밀접히 충고를 받는 제자였다.

## 출연

### 주연
- 제프 스피크먼
- 존 다이
- 이와마츠 마코
- 제임스 홍

### 조연
- 크리스 타시마
- 마리스카 하지테이
- 단테 바스코
- 보 스타
- 세스 사카이
- 프로페서 토루 타나카

## 제작진
- 라인프로듀서: 마티 혼스타인
- 미술: 커티스 A. 슈넬
- 의상: 조셉 A. 포로
- 배역: 캐시 헨더슨
- 배역: 제임스 F. 타지아